# 八瀬祐樹
八瀬 祐樹（やせ ゆうき）は、日本のアニメ演出家・監督。

## 人物
デイヴィッドプロダクションのプロデューサー・松永康佑によれば、八瀬はアクション、ドラマ、ギャグといった多様なジャンルに対応できる演出力を持つ人物である。八瀬が『炎炎ノ消防隊』の監督に起用されたのは、彼がこれまで「カロリーの高い回」や「とんがった話数」を担当してきたことが評価されたからだという。

## 参加作品

### テレビアニメ
2005年
- ノエイン もうひとりの君へ（ - 2006年、制作進行）

2007年
- 恋する天使アンジェリーク ～かがやきの明日～（制作進行）
- キスダム -ENGAGE planet-（演出助手・制作進行）
- しゅごキャラ!（ - 2008年、演出・ED演出・演出助手・制作進行）

2008年
- しゅごキャラ!!どきっ（ - 2009年、演出・演出助手）

2010年
- デュラララ!!（演出）
- それでも町は廻っている（演出）

2011年
- 魔法少女まどか☆マギカ（演出）
- 電波女と青春男（ED絵コンテ・演出・ED演出）

2012年
- 偽物語（絵コンテ・演出）
- ひだまりスケッチ×ハニカム（シリーズディレクター・絵コンテ・演出・OPED演出）

2013年
- 〈物語〉シリーズ セカンドシーズン（シリーズディレクター・絵コンテ・演出）

2014年
- メカクシティアクターズ（監督・絵コンテ・演出・OP演出）

2015年
- 幸腹グラフィティ（絵コンテ）
- ユリ熊嵐（演出）
- ニセコイ:（絵コンテ・演出）

2018年
- Fate/EXTRA Last Encore（OP絵コンテ・OP演出）

2019年
- 炎炎ノ消防隊（監督・絵コンテ・演出・OP演出）

2021年
- マギアレコード 魔法少女まどか☆マギカ外伝 2nd SEASON -覚醒前夜-（絵コンテ）

2022年
- 明日ちゃんのセーラー服（絵コンテ）
- RWBY 氷雪帝国（絵コンテ）

2023年
- アンデッドアンラック（監督・絵コンテ・演出）

2025年
- 忍者と殺し屋のふたりぐらし（絵コンテ）

### 劇場アニメ
- 劇場版 魔法少女まどか☆マギカ 前編 始まりの物語（2012年、演出）

### OVA
- ひだまりスケッチ 沙英・ヒロ 卒業編（2013年、監督・絵コンテ・演出）
- クビキリサイクル 青色サヴァンと戯言遣い（2016年 - 2017年、監督[8]・絵コンテ・ED絵コンテ・演出・ED演出）